# L'Enfer (film, 2005)
Pour les articles homonymes, voir L'Enfer.
Pour plus de détails, voir Fiche technique et Distribution.
L'Enfer est un film réalisé par Danis Tanović, sorti en 2005.

## Synopsis
À Paris, dans les années 1980, un homme libéré de prison est rejeté par sa femme. À bout de nerfs, il la frappe sauvagement, puis se jette par la fenêtre sous les yeux de ses trois filles.
Aujourd'hui, Sophie, Céline et Anne, les trois sœurs maintenant adultes, vivent chacune leur vie. Le lien familial est rompu.
Sophie, l'aînée, est mariée à Pierre, un photographe avec qui elle a eu deux enfants. Leur couple vacille.
Céline, célibataire, est la seule à s'occuper de la mère impotente placée dans une maison de retraite.
Anne, étudiante en architecture, a une relation passionnelle avec Frédéric, l'un de ses professeurs.
Un jeune homme va entrer en contact avec Céline. Sébastien, plein de charme, semble vouloir la séduire. La révélation qu'il va lui faire va rapprocher les trois sœurs, leur permettre d'accepter leur passé et peut-être d'oser vivre pleinement.

## Fiche technique
- Titre : L'Enfer
- Réalisation : Danis Tanović
- Scénario : Krzysztof Piesiewicz d'après une idée de Krzysztof Kieślowski
- Production : Marc Baschet, Marion Hänsel, Cédomir Kolar, Yuji Sadai et Rosanna Seregni
- Musique : Dusko Segvic
- Photographie : Laurent Dailland
- Montage : Francesca Calvelli
- Décors : Aline Bonetto
- Pays d'origine :  France,  Italie,  Belgique,  Japon
- Format : couleur - 2,35:1 - Dolby Digital - 35 mm
- Genre : drame
- Durée : 98 minutes
- Dates de sortie : 9 septembre 2005 (festival de Toronto), 16 novembre 2005 (Belgique), 30 novembre 2005 (France)

## Distribution
- Emmanuelle Béart : Sophie
- Karin Viard : Céline
- Marie Gillain : Anne
- Guillaume Canet : Sébastien
- Jacques Gamblin : Pierre
- Jacques Perrin : Frédéric
- Carole Bouquet : La mère
- Miki Manojlović : Le père
- Jean Rochefort : Louis
- Maryam d'Abo : Julie
- Gaëlle Bona : Joséphine
- Georges Siatidis : Le contrôleur du train
- Véronique Barrault : Un professeur
- Louis-Marie Audubert : Le concierge de l'hotel
- Serge-Henri Valcke : Le libraire
- Tiffany Tougard : Céline enfant
- Marie Loboda : Sophie enfant

## Production
Le scénario est inspiré du deuxième volet d'un projet de trilogie de Krzysztof Kieslowski : le Paradis, l'Enfer et le Purgatoire. Le premier volet a été adapté sous le titre Heaven par le réalisateur allemand Tom Tykwer en 2002. Le film ayant eu une réception mitigée, la société Miramax ne produisit pas les scénarios restant qui furent achetés par une société française.